# Floriade 1960
De Floriade 1960 was een tuinbouwtentoonstelling in Nederland die plaatsvond van 25 maart tot 25 september 1960 in Het Park in Rotterdam, nabij de Maastunnel. Het was de eerste editie van de Floriade en de eerste, door het Bureau International des Expositions erkende, wereldtuinbouwtentoonstelling (AIPH).
Ter gelegenheid van de Floriade werd in 1960 de Euromast geopend. De toren was toen 107 meter hoog en daarmee het hoogste bouwwerk in de stad. In 1970 werd de toren verhoogd met een space tower, waarmee de hoogte op 185 meter uitkwam.

## Geschiedenis
Het concept van de Floriade werd ontwikkeld door Jacques Kleiboer, die al in de jaren vijftig ervaring had opgedaan met de succesvolle organisatie van Rotterdam Ahoy en de Nationale Energie Manifestatie 1955. Het bood een vrijwel nieuwe vorm van vrijetijdsbesteding aan. Het motto van de tentoonstelling was: "Van Kiem tot Kracht".
In voorbereiding op de Floriade werd in 1958 begonnen met de herinrichting van Het Park en het bouwen van een zweefgondelbaan. De Floriade werd op 25 maart 1960 geopend door prinses Beatrix. In totaal kon de tentoonstelling ca. vier miljoen bezoekers verwelkomen.
Om de Floriade te promoten werd 3400 kilometer per postkoets afgelegd van Turkije naar Rotterdam om een tulpenbol naar de tentoonstelling te brengen. De reis duurde 39 dagen en de postkoets kwam op 9 mei 1960 aan in Rotterdam onder grote belangstelling. Postkoets, "koetsier" N. W. van Vliet en tulpenbol werden ontvangen door de voorzitter van de Koninklijke Algemene vereniging van Bloembollencultuur en de Ambassadeur van Turkije in Nederland. De reis werd gemaakt naar voorbeeld van de eerste tulpenbol die 400 jaar eerder uit Turkije werd meegebracht door Ogier Gisleen van Busbeke.
Van de tijdelijk aangelegde voorzieningen en tuinen zijn verschillende tot op de dag van vandaag nog aanwezig in Het Park; onder andere de rododendronvallei en de 18e -eeuwse tuin.

## Bezienswaardigheden
Onderstaand een selectie van de verschillende bezienswaardigheden van de Floriade 1960:
- Kas- en vollegronds teelten van groenten, fruit en zaad
- Meerdere kasculturen
- 18e-eeuwse tuin ontworpen door J. H. R. van Koolwijk
- Modeltuinen, volkstuinen en mozaïeken
- Tuinen specifiek voor meerdere landen
- Rosarium en verschillende beeldhouwwerken
- Bloemen en planten uit de Bijbel
- Modellen van Holland-Amerika Lijn schepen
- 30 meter hoge Zweefgondelbaan, die ca. 4000 mensen per uur kon transporteren
- In de Ahoy hallen: Tentoonstelling "Van Kiem tot Kracht" en "Heelal en Aard", waarin de samenhang tussen zonne-energie en de plantengroei op aarde en andere planeten werd behandeld.
- 38 meter "bewegende" maquette met modeltreinen van de Rotterdamse metro die (toentertijd) nog in ontwikkeling was.[3]

## Trivia
- Onderdeel van de Floriade was een groot restaurant met "internationaal feestterras" en een verwarmde hal met 2200 zitplaatsen, het Flora-Hoy.[4]
- De Floriade had in totaal 6 ingangen. Naast Museum Boijmans Van Beuningen, restaurant Flora-Hoy (Westerlaan-Parkkade), Wytemaweg, Westzeedijk, bij de Euromast en bij de Spido-pontons.
- Van 18 tot en met 23 augustus 1960 maakte de tuinbouwtentoonstelling Wéhaté-Westland promotion (nu opgegaan in de Nederlandse Tuinbouwvakbeurs) onderdeel uit van de Floriade.
- De toegangsprijs voor een dagkaart (dag en avond) bedroeg 2,25 Gulden, voor kinderen tot 15 jaar 1 Gulden.
- De Floriade was geopend van 9 uur 's ochtends tot 12 uur 's avonds.
- Honderden mensen bezochten op 1 april 1960 "de eendaags bloeiende spaghettiboom" naar aanleiding van de 1 april grap van het NTS journaal.

## Galerij

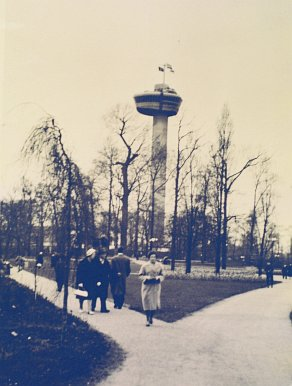
Euromast
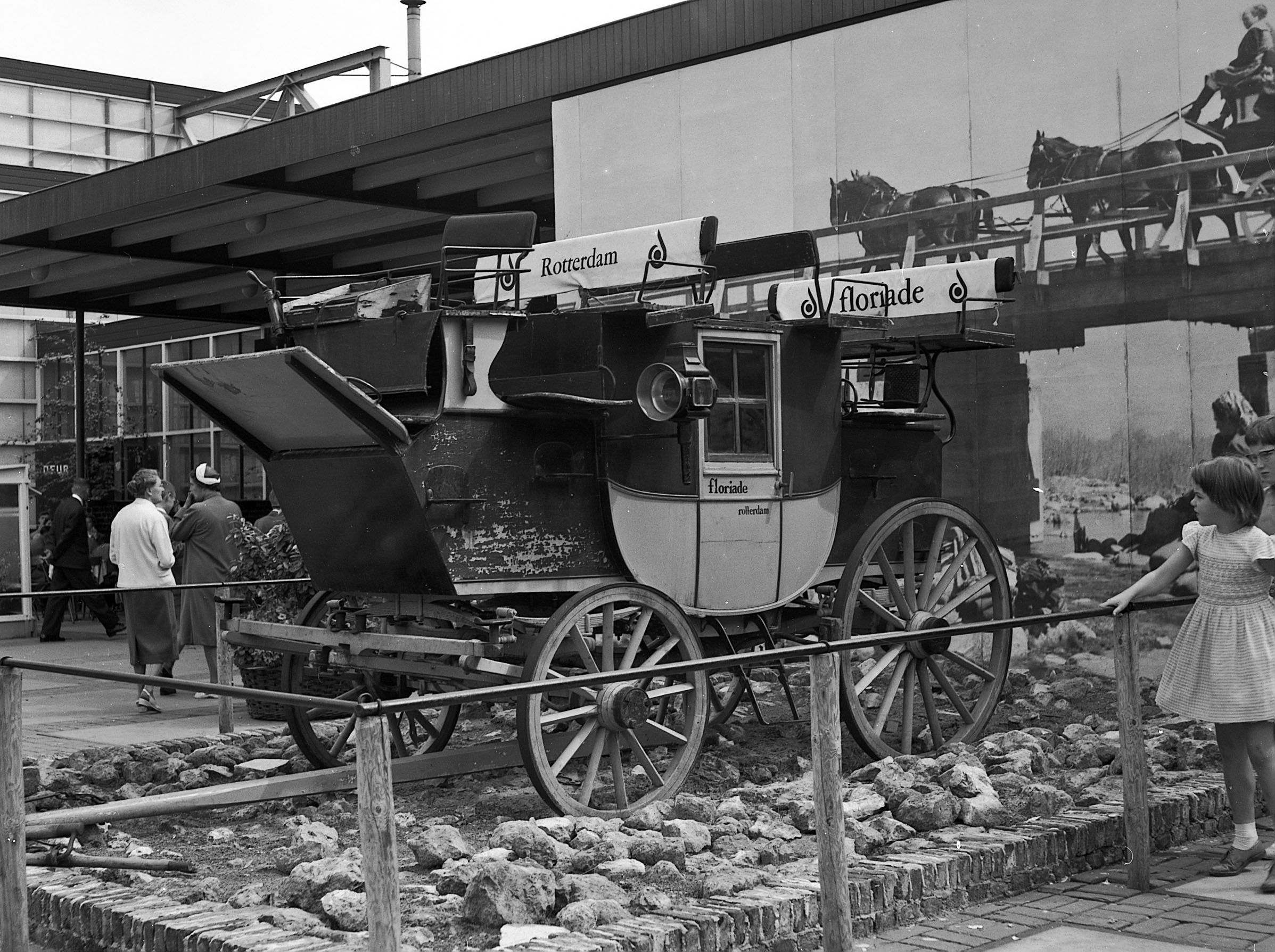
"Tulpenbol" Postkoets
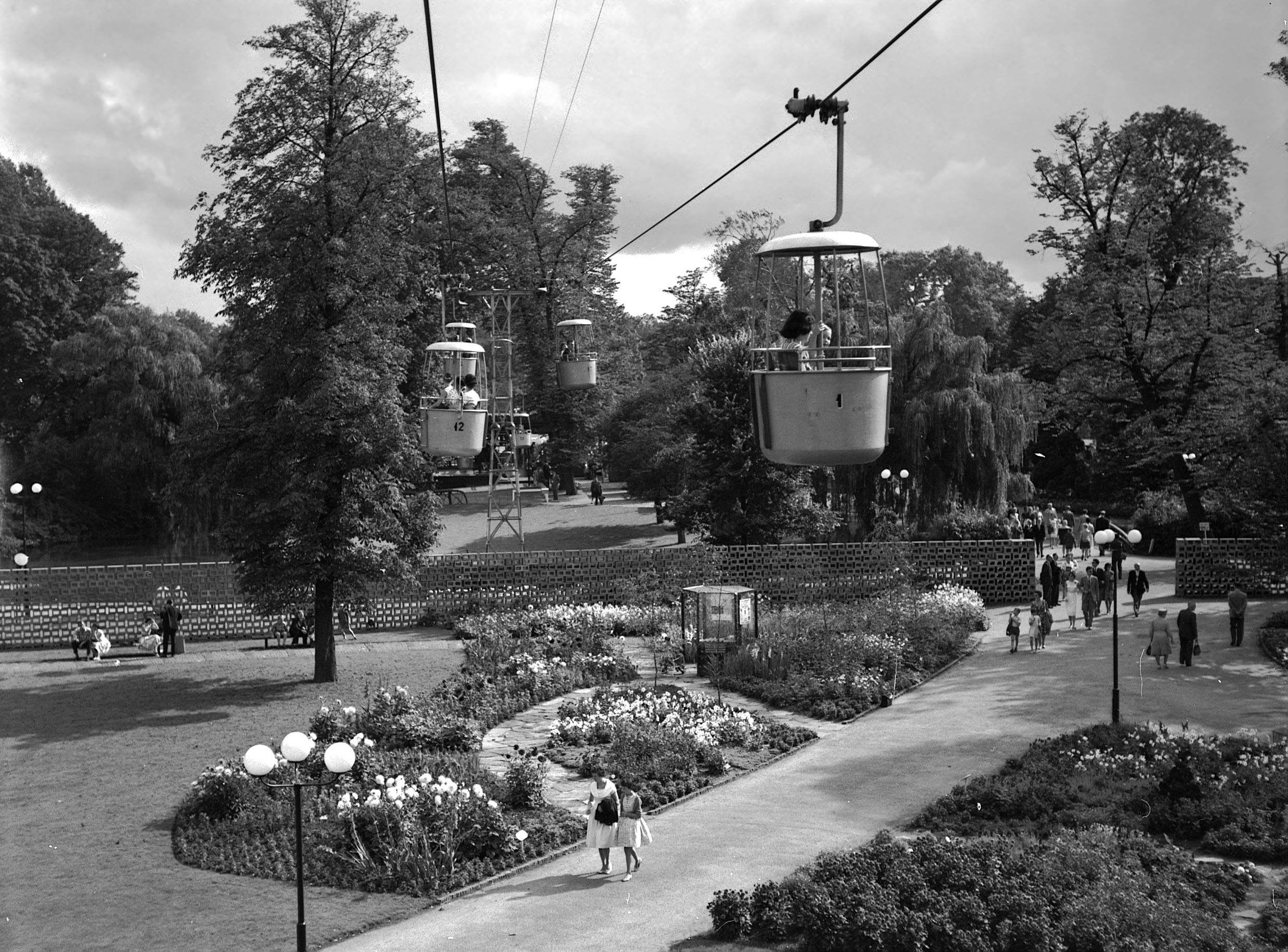
Zweefgondelbaan op de Floriade